# ハヤカワ文庫
ハヤカワ文庫（）は、早川書房が発行している文庫レーベル。1970年（昭和45年）以来、SFや推理小説を中心に収録してきており、日本国外の翻訳作品が多い。ハヤカワ文庫SF、ハヤカワ・ミステリ文庫など、いくつかのサブレーベルに分かれている。

## 沿革
- 1970年（昭和45年）8月 - ハヤカワSF文庫（現・ハヤカワ文庫SF）の創刊。
- 1971年（昭和46年）7月 - SF文庫より『宇宙英雄ペリー・ローダン』の刊行を開始する。
- 1972年（昭和47年）1月 - ハヤカワ文庫NVの創刊。
- 1973年（昭和48年）3月 - ハヤカワJA文庫（現・ハヤカワ文庫JA）の創刊。
- 1974年（昭和49年） - 各文庫が「ハヤカワ文庫」として統一される。
- 1976年（昭和51年）4月 - ハヤカワ・ミステリ文庫（別名・ハヤカワ文庫HM）の創刊。
- 1977年（昭和52年）5月 - ハヤカワ文庫NFの創刊。
- 1979年（昭和54年）

- 2月 - ハヤカワ文庫FTの創刊。
- 9月 - JA文庫より『グイン・サーガ』の刊行を開始する。

- 1980年（昭和55年）2月 - ハヤカワ文庫Jrの創刊。
- 1985年（昭和60年） - SF文庫に初めて品切れが発生。26作品を数えた。
- 1986年（昭和61年）

- 月日未確認 - ハヤカワ文庫YRの創刊。
- 12月 - ハヤカワ文庫GBの創刊。

- 1988年（昭和63年） - 著者別五十音順整理番号を導入する。[注 1]
- 1989年（昭和64年）1月 - ミステリアス・プレス文庫の創刊。
- 1991年（平成3年）11月 - ハヤカワ文庫HBの創刊[2]。
- 1994年（平成6年）1月 - 文庫NFが装幀を一新。
- 1995年（平成7年）4月 - JA文庫が日本人作家の総合エンタテインメント文庫になり、ミステリ、漫画なども刊行されるようになる。
- 1999年（平成11年）10月 - ダニエル・キイス文庫の創刊。
- 2001年（平成13年）5月 - ハヤカワepi文庫の創刊。
- 2003年（平成15年）10月 - クリスティー文庫の創刊。
- 2004年（平成16年）6月 - トリイ・ヘイデン文庫の創刊。
- 2006年（平成18年）9月 - ハヤカワ演劇文庫の創刊。
- 2009年（平成21年）

- 4月 - この月以降の新刊より、文庫のサイズが縦に大きくなり、活字の大きい「トールサイズ」になる。既刊も重版時等にサイズ変更される。
- 10月 - イソラ文庫の創刊。

- 2015年（平成27年）3月30日 - アメリカの〈ミステリアスプレス〉社と提携し、英米のミステリを原文で読む電子書籍シリーズ、〈ミステリアスプレス・ドット・コム・ブックス〉のネット配信を開始。
- 2019年（令和元年）9月10日 - ハヤカワ時代ミステリ文庫の創刊[3]。

## 主要サブレーベル

### ハヤカワ文庫SF
1970年（昭和45年）8月にハヤカワSF文庫として創刊。創刊者は森優。海外SFのレーベル。ただし日本SFもごく初期に数点ある。No.1はエドモンド・ハミルトン『さすらいのスターウルフ』。
かつては背表紙が白でカラー口絵・モノクロ挿絵のある通称「白背」（娯楽系SF）と、背表紙が青で口絵・挿絵のない通称「青背」（本格SF）があった。近年は『ペリー・ローダン』シリーズなどを除きその多くが青背である。
2015年（平成27年）、SF文庫2000点を記念して『SFマガジン』4月号、6月号、8月号で「ハヤカワSF文庫総解説」が特集される。同年11月、上記特集の単行本化『ハヤカワ文庫SF総解説2000』が刊行された。

### ハヤカワ文庫NV
1972年（昭和47年）1月創刊。海外一般小説 (NoVel) のレーベル。NV は "novel" に由来する。No.1はジョン・スタインベック『エデンの東1』。
四六判で刊行されていた「ハヤカワ・ノヴェルズ」の文庫版として企画された。海外の主流文学系の作品が収録されていたが、epi文庫創刊後はそちらに移行。エンターテインメント性の強い小説が多く、SF・ミステリ性のある作品も含んでいる。
SF作家とされるレイ・ブラッドベリの作品の多くがNVで刊行されていたが、のちにSFに移った。また、やはりSF作家とされるフィリップ・K・ディックの短編集もNVで刊行された。
サブシリーズとして「モダンホラー・セレクション」が1987年（昭和62年）から1990年（平成2年）まで刊行された。

### ハヤカワ文庫JA
1973年（昭和48年）3月にハヤカワJA文庫として創刊。日本人作家 (Japanese author) のレーベル。No.1は小松左京『果しなき流れの果に』。
初期は日本のSF小説もハヤカワ文庫SFから刊行されていたが、JA文庫（文庫JA）の創刊後はこちらで刊行されるようになった。創刊の経緯からSF専門レーベルであったが、1995年（平成7年）からは日本人作家ならジャンルは問わなくなった。小説以外も対象としており、エッセイや漫画（サブレーベルハヤカワコミック文庫、1996年 - 現在）も収録している。文庫SF同様、口絵・挿絵の有無で区別されるが、背表紙は同じである（伊藤計劃・円城塔らの作品など、背表紙が特殊デザインになっているものも一部存在する）。
2003年から「次世代型作家のリアル・フィクション」を刊行。
2010年（平成22年）頃には表紙デザインを統一し、ライトノベル系の作家・イラストレーターを起用した書き下ろし作品シリーズが刊行されていたが、次第に差異がなくなり、実質的に統合されている。
2021年10月刊行の樋口恭介編『異常論文』による文庫JAの刊行1500巻を記念して、〈SFマガジン〉〈ミステリマガジン〉両誌で「総解説」の特集企画を実施。2022年2月に『ハヤカワ文庫JA総解説1500』として単行本として刊行された。

### ハヤカワ・ミステリ文庫
別名、ハヤカワ文庫HM（英：Hayakawa Mystery bunko, etc.）。1976年（昭和51年）4月にハヤカワ・ミステリ文庫の名で創刊。海外ミステリのレーベルで、No.1はアガサ・クリスティ『そして誰もいなくなった』。HM は "Hayakawa" と "mystery" に由来する。
2015年（平成27年）10月からはサブレーベル〈my perfume〉（海外の「women's fiction」を訳す）を刊行している。

### ハヤカワ文庫NF
1977年（昭和52年）5月創刊。ノンフィクション (nonfiction) のレーベルで、No.1はジョージ・B・シャラー『ゴリラの季節』。サブシリーズに「＜数理を楽しむ＞シリーズ」（2003年〈平成15年〉創刊）と「＜ライフ・イズ・ワンダフル＞シリーズ」（2005年〈平成17年〉創刊）がある。
トールサイズ化以前の分類は、青色は自然・科学、赤色は社会・文化、緑色は戦記、紫色は政治・経済、橙色は人・体験であり、背表紙のタイトルと著者名の間の丸印の色で区別した。トールサイズ化以降の背表紙は、「＜数理を楽しむ＞シリーズ」を除き、タイトルと整理番号部分が橙色地の装丁に統一されている。

### ハヤカワ文庫FT
1979年（昭和54年）2月創刊。海外ファンタジー (fantasy) のレーベル。創刊者は風間賢二。No.1はパトリシア・A・マキリップ『妖女サイベルの呼び声』。

### ハヤカワepi文庫
2001年（平成13年）5月創刊。海外小説のレーベルで、No.1はグレアム・グリーン『第三の男』。epi は "epic（叙事詩）" および "epicentre（発信源）" に由来する。「良質な海外文学作品を若い感性を持つ読者に向けて発信」と謳われている。一部は文庫NVからの移行・改訳。

### ハヤカワ演劇文庫
ハヤカワ演劇文庫（英：Hayakawa engeki bunko）は、2006年（平成18年）9月創刊の戯曲のレーベル。No.1は『アーサー・ミラー I』。

### ハヤカワ時代ミステリ文庫
ハヤカワ時代ミステリ文庫（英：Hayakawa Jidai mystery bunko, Hayakawa jidai misuteri bunko, etc.）は、2019年（令和元年）9月10日に創刊した、時代小説のレーベル。2020年（令和2年）より年4回刊行予定。

## その他のサブレーベル

### 作家別
ダニエル・キイス文庫
1999年（平成11年）10月創刊。ダニエル・キイスの専用レーベルで、No.1は『アルジャーノンに花束を』。
クリスティー文庫
2003年（平成15年）10月創刊。アガサ・クリスティの専用レーベルで、No.1は『スタイルズ荘の怪事件』。2004年に全100巻の刊行を終えたが、2010年に新刊が出て全102巻となった。うち90巻がHMからの移行、6巻がNVからの移行、2巻が新訳、4巻が解説書等。
トリイ・ヘイデン文庫
2004年（平成16年）6月創刊。トリイ・ヘイデンの専用レーベルで、No.1は『シーラという子』。

### 廃止・休止
ハヤカワ文庫Jr
1980年（昭和55年）2月から1981年（昭和56年）8月まで刊行。海外ジュヴナイルのレーベルで、No.1はエラリー・クイーン『黒い犬の秘密』。11巻で終了。
ハヤカワ文庫YR
1986年（昭和61年）から1988年（昭和63年）まで刊行。少女向け恋愛小説のレーベルで、YR は "Young" と "Romance" に由来する。No.1はフランシーン・パスカル『恋はおまかせ』。『スイート・ヴァレー・ハイ』シリーズを20巻刊行したのみで終了。
ハヤカワ文庫GB
1986年（昭和61年）12月から1987年（昭和62年）10月まで刊行。GB は "Game Book" の略。No.1は多摩豊『グイン・サーガ ラルハスの戦い』。全5巻。
ハヤカワ文庫HB
1991年（平成3年）11月から1992年（平成4年）まで刊行。ヤングアダルト小説のレーベルで、HB は "Hi! Books" の頭字語。No.1は豊田淳子『2X殺人事件』。S-Fマガジン増刊の季刊誌「小説ハヤカワHi!」（廃刊）掲載の作品を中心としたレーベル。
ミステリアス・プレス文庫
1989年（昭和64年/平成元年）1月から2001年（平成13年）まで刊行。アメリカのミステリ専門出版「Mysterious press」と提携したシリーズであり、No.1はアーロン・エルキンズ『古い骨』。全156巻でレーベルは休止し、その後、一部作品はハヤカワ文庫HMに編入された。
イソラ文庫
イソラ文庫（英：Isola bunko）は、2009年（平成21年）10月から2011年（平成23年）まで刊行。海外の女性向けエンターテイメント小説やロマンス小説、コージー・ミステリなどを刊行する文庫で、No.1はアディーナ・ハルパーン『人生最高の10のできごと』。背表紙の上部には同文庫のシンボル・マークが付されているが、エンターテイメントは水色、ロマンスは紫色、コージー・ミステリは黄緑色を使って描かれていた。